# Супербоул XXI
Супербоул XXI (англ. Super Bowl XXI) — 21 игра Супербоула. Решающий матч НФЛ. В матче играли Денвер «Бронкос» от Американской Футбольной Конференции и Нью-Йорк «Джайентс» от Национальной Футбольной Конференции. Матч прошел 25 января 1987 года, на стадионе Роуз Боул, на котором присутствовало 101 063 человек. Нью-Йорк победил со счётом 39:20.

## Трансляция
В США игру транслировал CBS. Это первый Супербоул, транслировавшийся Азии, на Филиппинах, и первый в Риме. Радио NBC оповещало игру.

## Ход матча

### Первая половина
Денвер открыл счет в матче, 48-ярдовым филд голом. В середине, Нью-Йорк сделал тачдаун, и вышел вперед 7:3. За две минуты до конца четверть, Денвер сделал тачдаун. Почти вся вторая четверть прошла без очков, команды набрали всего 2 очка. Примерно за три минуты до перерыва, игрок «Джайентс» остановил соперника в его зоне, давая сейфти и два очка Нью-Йорку. К перерыву счет будет 10:9 в пользу Денвера.

### Вторая половина
В начале третьей четверти, Нью-Йорк смог сделать 13-ярдовый тачдаун. В середине, «Джайентс», забили филд гол, а в конце четверти, ещё один тачдаун. За 11 минут до конца матча, Нью-Йорк, заносит тачдаун, затем, Денвер забивает филд гол, делая счет за пять минут до конца, 33:13 в пользу Нью-Йорка. После команды обменяются тачдаунами, (тачдаун Денвера будет на 47 ярдов) однако шансов у Денвера не было и они пробили обычный кик-офф, а не удар в сторону. Матч закончился со счетом 39:20 в пользу Нью-Йорка.
Супербоул XXI: Нью-Йорк Джайентс 39, Денвер Бронкос 20
|                | 1  | 2 | 3  | 4  | Финал |
| -------------- | -- | - | -- | -- | ----- |
| Бронкос (АФК)  | 10 | 0 | 0  | 10 | 20    |
| Джайентс (НФК) | 7  | 2 | 17 | 13 | 39    |

в Роуз Боул , Пасадина, Калифорния
- Дата : 25 января 1987 года.
- Погода в игре : 24 ° C (76℉), солнечно

DEN-Денвер, NY-Нью-Йорк, ЭП-экстрапоинт
■ Первая четверть:
- 10:51-DEN-48-ярдовый филд гол, Денвер повел 3:0
- 5:27-NY-6-ярдовый тачдаун+ЭП, Нью-Йорк повел 7:3
- 2:06-DEN-4-ярдовый тачдаун+ЭП, Денвер повел 10:7

■ Вторая четверть:
- 2:46-NY-игрок Денвера остановлен в свое зоне, сейфти, Денвер ведет 10:9

■ Третья четверть:
- 10:08-NY-13-ярдовый тачдаун+ЭП, Нью-Йорк повел 16:10
- 3:54-NY-21-ярдовый филд гол, Нью-Йорк ведет 19:10
- 0:24-NY-1-ярдовый тачдаун+ЭП, Нью-Йорк ведет 26:10

■ Четвёртая четверть:
- 10:56-NY-6-ярдовый тачдаун+ЭП, Нью-Йорк ведет 33:10
- 6:01-DEN-28-ярдовый филд гол, Нью-Йорк ведет 33:13
- 4:18-NY-2-ярдовый тачдаун, экстрапоинт не забит, Нью-Йорк ведет 39:13
- 2:06-DEN-47-ярдовый тачдаун+ЭП, Нью-Йорк ведет 39:20